# Теракт на Вестминстерском мосту в Лондоне (2017)
Теракт в Лондоне произошёл днём 22 марта 2017 года на Вестминстерском мосту рядом со зданием британского парламента. Погибло шесть человек, включая нападавшего, ранено как минимум 40 человек. 

## Хронология событий
Днём примерно в 14:40 (18:36 МСК) 20 марта 2017 года на Вестминстерском мосту в Лондоне автомобиль наехал на людей. Около здания дворца парламента автомобиль остановил полицейский. Находящийся в автомобиле человек нанес полицейскому ножевое ранение, после чего был застрелен другим сотрудником полиции.
Полиция признала произошедшее терактом. Террористическая организация «Исламское государство» взяла на себя ответственность за случившееся.
Одна из пострадавших женщин скончалась в больнице Святого Томаса. Позднее скончался раненный злоумышленником полицейский.
Террорист также погиб от полученных ранений.
В связи с терактом в Лондоне парламент Шотландии приостановил дебаты по референдуму о независимости.
Все члены парламента были закрыты в здании.
Все погибшие были гражданами Великобритании, среди пострадавших имеются также иностранные граждане.
| Гражданство      | Погибшие | Пострадавшие |
| ---------------- | -------- | ------------ |
| Великобритания   | 4        | 12           |
| США              | 1        | 1            |
| Румыния          | 1        | 1            |
| Республика Корея | 0        | 5            |
| Франция          | 0        | 3            |
| Италия           | 0        | 2            |
| Греция           | 0        | 2            |
| Австралия        | 0        | 1            |
| Китай            | 0        | 1            |
| Польша           | 0        | 1            |
| Португалия       | 0        | 1            |
| Ирландия         | 0        | 1            |
| неизвестно       | 0        | 18           |
| Всего            | 6        | 50           |

## Реакции
Мэр Лондона выступил с заявлением:
Полиция будет расценивать данный инцидент как теракт, пока не проявится обратное. Служба столичной полиции ведет срочное расследование по данному инциденту. Мои соболезнования семьям и близким пострадавших. Я также хочу выразить мою благодарность всем экстренным службам и полиции за их огромную храбрость в невероятно сложных ситуациях..
Белый дом выступил со следующим заявлением:
Президент Дональд Трамп выразил свои соболезнования по поводу теракта в Лондоне. Он пообещал полную помощь от государства США в ответ на данный инцидент и заявил, что ответственные будут представлены правосудию.
Премьер-министр Великобритании Тереза Мэй приказала приспустить государственные флаги над своей резиденцией на Даунинг-стрит в память о жертвах теракта.